# Liga Premier de Kazajistán 2016
La Liga Premier 2016 fue la 25.ª temporada de la Liga Premier de Kazajistán. La temporada comenzó el 12 de marzo de 2016 y finalizó el 29 de octubre de 2016. El FC Astana es el vigente campeón de liga.

## Sistema de competición
Los doce equipos participantes jugaron entre sí todos contra todos dos veces totalizando 22 partidos cada uno, al término de la fecha 22 los seis primeros clasificados pasaron a integrar el Grupo campeonato, mientras que los 6 últimos integraron el Grupo descenso.
En el grupo campeonato los seis clubes se volvieron a enfrentar entre sí, dos veces, totalizando 32 partidos cada uno, al término, el primer clasificado se coronó campeón y clasificó a la Segunda ronda de la Liga de Campeones 2017-18, mientras que el segundo y el tercer clasificado obtuvieron un cupo para la primera ronda de la Liga Europa 2017-18.
En el grupo descenso los seis clubes se volvieron a enfrentar entre sí, dos veces, totalizando 32 partidos cada uno, al término el último clasificado descendió a la Primera División de Kazajistán 2017, mientras que el undécimo jugó un play-off de permanencia entre el subcampeón de la Primera División de Kazajistán.
Un tercer cupo para la primera ronda de la Liga Europa 2017-18 se asignará al campeón de la Copa de Kazajistán.

## Equipos
El FC Kaisar descendió al final de la temporada 2015 y su lugar lo ocupó el Akzhayik, ascendido de la segunda división.
| Club         | Ciudad      | Estadio                        | Capacidad |
| ------------ | ----------- | ------------------------------ | --------- |
| FC Aktobe    | Aktobe      | Estadio Central de Aktobe      | 15 000    |
| FC Akzhayik  | Oral        | Estadio Petr Atoyan            | 8 320     |
| FC Astana    | Astana      | Astana Arena                   | 30 000    |
| FC Atyrau    | Atyrau      | Estadio Munaishy               | 8 690     |
| FC Irtysh    | Pavlodar    | Estadio Central de Pavlodar    | 15 000    |
| FC Kairat    | Almaty      | Estadio Central de Almaty      | 25 057    |
| FC Okzhetpes | Kokshetau   | Estadio Okzhetpes              | 4 158     |
| FC Ordabasy  | Shymkent    | Estadio Kazhymukan Munaitpasov | 35 000    |
| FC Shakhter  | Karagandy   | Estadio Shakhter               | 20 000    |
| FC Taraz     | Taraz       | Estadio Central de Taraz       | 11 525    |
| FC Tobol     | Kostanay    | Estadio Central de Kostanay    | 10 500    |
| FC Zhetysu   | Taldykorgan | Estadio Zhetysu                | 4 000     |

## Temporada regular

### Tabla de posiciones
| Pos. | Equipo              | Pts. | PJ | G  | E | P  | GF | GC | Dif. | Clasificación 2016       |
| ---- | ------------------- | ---- | -- | -- | - | -- | -- | -- | ---- | ------------------------ |
| 1    | Astana              | 53   | 22 | 17 | 2 | 3  | 34 | 14 | +20  | Ronda por el campeonato  |
| 2    | Kairat Almaty       | 46   | 22 | 14 | 4 | 4  | 50 | 22 | +28  | Ronda por el campeonato  |
| 3    | Irtysh Pavlodar     | 41   | 22 | 12 | 5 | 5  | 37 | 18 | +19  | Ronda por el campeonato  |
| 4    | Okzhetpes Kokshetau | 37   | 22 | 11 | 4 | 7  | 33 | 23 | +10  | Ronda por el campeonato  |
| 5    | Ordabasy            | 33   | 22 | 9  | 6 | 7  | 26 | 27 | −1   | Ronda por el campeonato  |
| 6    | Aktobe              | 28   | 22 | 7  | 7 | 8  | 23 | 32 | −9   | Ronda por el campeonato  |
| 7    | Atyrau              | 28   | 22 | 7  | 7 | 8  | 21 | 23 | −2   | Ronda por la permanencia |
| 8    | Tobol Kostanai      | 28   | 22 | 8  | 4 | 10 | 28 | 26 | +2   | Ronda por la permanencia |
| 9    | Zhetysu             | 23   | 22 | 6  | 5 | 11 | 22 | 32 | −10  | Ronda por la permanencia |
| 10   | Shakhter Karagandy  | 21   | 22 | 5  | 6 | 11 | 10 | 27 | −17  | Ronda por la permanencia |
| 11   | Taraz               | 19   | 22 | 5  | 4 | 13 | 22 | 30 | −8   | Ronda por la permanencia |
| 12   | Akszhayik           | 11   | 22 | 3  | 2 | 17 | 12 | 44 | −32  | Ronda por la permanencia |

Actualizado a los partidos jugados el 7 de agosto de 2016.
 Fuente: Soccerway

### Resultados
| Local \ Visitante   | AKT | AKZ | AST | ATY | IRT | KAI | OKZ | ORD | SHA | TAR | TOB | ZHE |
| ------------------- | --- | --- | --- | --- | --- | --- | --- | --- | --- | --- | --- | --- |
| Aktobe              | —   | 1–0 | 0–1 | 1–0 | 1–1 | 2–6 | 1–0 | 0–0 | 2–0 | 2–2 | 0–1 | 3–2 |
| Akszhayik           | 0–0 | —   | 1–5 | 0–4 | 0–3 | 2–1 | 0–2 | 0–1 | 0–1 | 2–1 | 0–5 | 1–2 |
| Astana              | 1–0 | 2–0 | —   | 2–1 | 1–1 | 1–0 | 1–0 | 3–1 | 2–1 | 2–1 | 1–0 | 1–0 |
| Atyrau              | 1–1 | 2–0 | 1–0 | —   | 0–1 | 0–1 | 2–1 | 2–2 | 0–0 | 1–0 | 0–0 | 1–0 |
| Irtysh Pavlodar     | 4–1 | 0–0 | 2–2 | 3–0 | —   | 2–3 | 1–0 | 2–0 | 0–0 | 2–1 | 3–1 | 3–1 |
| Kairat Almaty       | 3–0 | 3–2 | 1–0 | 5–2 | 1–0 | —   | 6–0 | 2–2 | 0–0 | 3–1 | 3–2 | 2–0 |
| Okzhetpes Kokshetau | 4–1 | 4–2 | 0–1 | 2–0 | 0–2 | 1–1 | —   | 2–0 | 3–0 | 0–0 | 1–1 | 2–0 |
| Ordabasy            | 3–1 | 1–0 | 1–3 | 2–1 | 2–0 | 1–0 | 2–2 | —   | 2–0 | 0–3 | 2–2 | 0–1 |
| Shakhter Karagandy  | 0–2 | 3–1 | 2–0 | 0–0 | 0–2 | 0–5 | 0–1 | 0–0 | —   | 0–1 | 1–0 | 0–0 |
| Taraz               | 1–1 | 0–1 | 0–2 | 0–0 | 1–0 | 2–1 | 1–3 | 1–2 | 1–2 | —   | 2–0 | 2–3 |
| Tobol Kostanai      | 1–2 | 1–0 | 1–2 | 1–2 | 3–2 | 1–2 | 0–1 | 1–0 | 3–0 | 1–0 | —   | 2–2 |
| Zhetysu             | 1–1 | 2–0 | 0–1 | 1–1 | 0–3 | 1–1 | 1–4 | 1–2 | 2–0 | 2–1 | 0–1 | —   |

## Ronda por el campeonato

### Tabla de posiciones
| Pos. | Equipo              | Pts. | PJ | G  | E | P  | GF | GC | Dif. | Clasificación 2017–18                 |
| ---- | ------------------- | ---- | -- | -- | - | -- | -- | -- | ---- | ------------------------------------- |
| 1    | Astana (C)          | 73   | 32 | 23 | 4 | 5  | 47 | 21 | +26  | Segunda Ronda de la Liga de Campeones |
| 2    | Kairat Almaty       | 71   | 32 | 22 | 5 | 5  | 75 | 30 | +45  | Primera Ronda de la Liga Europa       |
| 3    | Irtysh Pavlodar     | 49   | 32 | 14 | 7 | 11 | 52 | 36 | +16  | Primera Ronda de la Liga Europa       |
| 4    | Ordabasy            | 48   | 32 | 13 | 9 | 10 | 41 | 44 | −3   | Primera Ronda de la Liga Europa       |
| 5    | Okzhetpes Kokshetau | 45   | 32 | 13 | 6 | 13 | 42 | 44 | −2   |                                       |
| 6    | Aktobe              | 36   | 32 | 9  | 9 | 14 | 37 | 52 | −15  |                                       |

Actualizado a los partidos jugados el 29 de octubre de 2019.
 Fuente: Soccerway
Notas:
1. ↑  Tras ganar la Copa de Kazajistán el Astana recibe un cupo para la primera ronda de la Liga Europea 2017-18, pero al encontrarse este clasificado a la Liga de Campeones por su posición de liga el cupo recae sobre la liga.

### Resultados
| Local \ Visitante   | AKT | AST | IRT | KAI | OKZ | ORD |
| ------------------- | --- | --- | --- | --- | --- | --- |
| Aktobe              | —   | 1–2 | 1–0 | 0–1 | 2–2 | 4–4 |
| Astana              | 1–0 | —   | 3–0 | 1–4 | 3–0 | 2–0 |
| Irtysh Pavlodar     | 5–1 | 0–0 | —   | 1–3 | 0–2 | 1–2 |
| Kairat Almaty       | 3–1 | 2–0 | 2–1 | —   | 5–0 | 1–1 |
| Okzhetpes Kokshetau | 0–3 | 0–0 | 1–4 | 1–3 | —   | 3–0 |
| Ordabasy            | 2–1 | 0–1 | 3–3 | 2–1 | 1–0 | —   |

## Ronda por la permanencia

### Clasificación
| Pos. | Equipo             | Pts. | PJ | G  | E | P  | GF | GC | Dif. | Clasificación 2017               |
| ---- | ------------------ | ---- | -- | -- | - | -- | -- | -- | ---- | -------------------------------- |
| 1    | Tobol Kostanai     | 41   | 32 | 12 | 5 | 15 | 40 | 40 | 0    |                                  |
| 2    | Atyrau             | 39   | 32 | 10 | 9 | 13 | 35 | 39 | −4   |                                  |
| 3    | Shakhter Karagandy | 36   | 32 | 10 | 6 | 16 | 25 | 40 | −15  |                                  |
| 4    | Akszhayik          | 35   | 32 | 11 | 2 | 19 | 27 | 50 | −23  |                                  |
| 5    | Taraz              | 35   | 32 | 10 | 5 | 17 | 33 | 42 | −9   | Play-off de descenso             |
| 6    | Zhetysu            | 31   | 32 | 8  | 7 | 17 | 37 | 53 | −16  | Descenso a Primera División 2017 |

Actualizado a los partidos jugados el 29 de octubre de 2016.
 Fuente: Soccerway

### Resultados
| Local \ Visitante  | AKZ | ATY | SHA | TAR | TOB | ZHE |
| ------------------ | --- | --- | --- | --- | --- | --- |
| Akszhayik          | —   | 3–1 | 1–2 | 2–0 | 1–0 | 1–0 |
| Atyrau             | 1–2 | —   | 2–0 | 1–0 | 3–0 | 3–3 |
| Shakhter Karagandy | 0–1 | 3–0 | —   | 1–0 | 2–3 | 4–1 |
| Taraz              | 2–1 | 1–0 | 2–1 | —   | 2–1 | 3–2 |
| Tobol Kostanai     | 0–1 | 0–0 | 2–0 | 3–1 | —   | 3–2 |
| Zhetysu            | 0–2 | 4–3 | 1–2 | 0–0 | 2–0 | —   |

## Promoción
| 5 de noviembre de 2016, 14:00 | Taraz | 0:3 (0:2) | Altai Semey                              | Astana Arena, Astana                                     |                                                          |
|                               |       | Reporte   | - 4' Shakin - 45' Shaff - 51' Nurgaliyev | Asistencia: 2.500 espectadores Árbitro(s): Artyom Kuchin | Asistencia: 2.500 espectadores Árbitro(s): Artyom Kuchin |

Altai Semey asciende a la Liga Premier de Kazajistán 2017; y Taraz desciende a la Primera División de Kazajistán. El 3 de febrero de 2017 la Federación de Fútbol de Kazajistán decidió que el Altai Semey no cumplía con los requisitos para jugar en la categoría y el FC Taraz recuperó su plaza.

## Goleadores
- actualizado al 29 de octubre de 2016

| Pos. | Jugador              | Club                | Goles |
| ---- | -------------------- | ------------------- | ----- |
| 1    | Gerard Gohou         | Kairat              | 22    |
| 2    | Roman Murtazayev     | Irtysh Pavlodar     | 18    |
| 3    | Bauyrzhan Islamkhan  | Kairat              | 17    |
| 4    | Malick Mané          | Taraz               | 13    |
| 5    | Dušan Savić          | Zhetysu Taldykorgan | 12    |
| 5    | Azat Nurgaliev       | Ordabasy/Astana     | 12    |
| 7    | Sergei Khizhnichenko | Tobol               | 10    |
| 7    | Alexander Geynrikh   | Ordabasy            | 10    |
| 9    | Serge Bando N'Ganbe  | Okzhetpes Kokshetau | 9     |
| 10   | Marat Khairullin     | Okzhetpes Kokshetau | 8     |